# Chrysler PT Cruiser
Chrysler PT Cruiser — компактный автомобиль в стиле ретро, выпущенный компанией Chrysler как 5-дверный хетчбэк в 2000 году и как 2-дверный кабриолет в 2005 году.
Изначально задуманный как модель Plymouth, PT Cruiser вышел под брендом Chrysler на официальной презентации из-за того, что в 2001 году бренд Plymouth был закрыт. Дизайн PT Cruiser был разработан Брайаном Несбитом, который также разработал дизайн Chevrolet HHR. Название «PT Cruiser» включает в себя акроним PT, обозначающий «Персональный транспорт» и также обозначающий платформу автомобиля, как и его идентификационный код. PT ещё является аббревиатурой схожего концепт-кара Pronto Cruiser в ретро-стиле от Chrysler.
Версия четырёхместного кабриолета появилась в 2005 году. Данный 2-дверный кабриолет оснащался специальной «спорт-защитой» (sport bar), добавляющую жёсткость и защиту от опрокидывания. Данный спорт-бар позволял проходить воздуху над задними сидениями, что снижало уровень сквозняка для задних пассажиров. Кабриолет был официально снят с производства 21 декабря 2007 года, но некоторые кабриолеты 2007 года маркировались как модели 2008 года. 12 января 2009 года Chrysler LLC под руководством Cerberus Capital Management сообщил о постепенном сворачивании и хетчбэка.
6 июля 2009 года после реорганизации в «New Chrysler», компания пересмотрела планы по сворачиванию производства модели и стала специализироваться на их выпуске только для рынка в Канаде и Мексике. Но всё-таки 9 июля 2010 года PT Cruiser вышел из производства. Всего в мире было выпущено почти 1,35 миллиона автомобилей.

## Обзор
PT Cruiser — это пятиместный переднеприводной автомобиль, классифицированный в США как грузовик системой NHTSA по показаниям среднего расхода топлива и как обычный легковой автомобиль в других системах. Chrysler специально обозначил PT Cruiser как лёгкий грузовик для требований NHTSA для того, чтобы средний расход топлива лёгких грузовиков компании удовлетворял стандартам CAFE. Турбированная версия с маркировкой GT выпускается с 2003 года. Рестайлинг модификации был произведён в 2005 году. Версия в кузове кабриолет стал выпускаться с 2005 модельного года.
PT Cruiser выпускался на заводе в городе Толука, Мексика. Корпорация DaimlerChrysler заявила что 8 марта 2006 года на заводе в Толуке был выпущен миллионный PT Cruiser, производство которых началось 14 февраля 2000 года. С 2002 года PT Cruiser собирался также на заводе EUROSTAR Automobilwerk в городе Грац, Австрия. Здесь они были предназначены для продажи на мировом рынке (за пределами Северной Америки), и маркировались производственным кодом PG. Европейские PT Cruiser, выпускаемые в 2001 году или с 2003 года в Мексике, маркируются производственным кодом РТ. Американская версия PT Cruiser выпускалась с 2,4-литровым 4-цилиндровым бензиновым двигателем. В дополнение к этому стандартному двигателю предлагался созданный фирмой Mercedes Benz 2,2-литровый турбодизель мощностью 121 л. с., который был доступен в Европе, Азии и Южной Африке. Бензиновый двигатель (D4RE объёмом 2,0 л и мощностью в 140 л. с. (100 кВт) при 6500 об./мин. и крутящим моментом 180 н/м при 4800 об./мин. также был доступен только за пределами США.
В 2001 году журнал Car and Driver внёс PT Cruiser в десятку лучших автомобилей, в этом же году PT Cruiser получил титул Автомобиль года в Северной Америке. В 2013 году британская программа Top Gear внёс PT Cruiser Convertible (кузов кабриолет) образца 2005 года, в десятку худших автомобилей за последние двадцать лет.

## Дизайн
PT Cruiser первоначально являлся моделью Plymouth до поглощения Chrysler концерном Daimler-Benz. В это время Chrysler планировал обновить Plymouth, представив сначала модель Plymouth Prowler в кузове Хот-род. Стиль PT восходит к Prowler в частности решётка радиатора, которая впервые была создана на концепт-каре Plymouth Pronto 1997 года выпуска. Поэтому дизайн был обновлён, и в 1998 году другой концепт марки Plymouth под именем Chrysler Pronto Cruizer представил образец дизайна PT Cruiser. Pronto Cruizer разрабатывался как интерпретация классического Chrysler Airflow на основе компонентов от Dodge Neon, но окончательный дизайн использовал свою собственную платформу. Новая фирма DaimlerChrysler не вкладывала большую надежду в Plymouth и его существование. В результате начался процесс по закрытию бренда. В итоге, PT Cruiser предстал публике под брендом Chrysler. PT Cruiser также имеет сходство с прототипом Chrysler CCV 1997 года, который частично вошёл в дизайн модели.
В попытке к пробуждению старых гангстерских автомобилей на городских дорогах 1930-х годов, PT Cruiser 2000 года появился во времена сотрудничества между Робертом Луцом, являвшимся исполнительным директором Chrysler в то время и дизайнерами Брайаном Несбиттом(Bryan Nesbitt) и Клотейром Рапалье(Clotaire Rapaille).

## Обновления

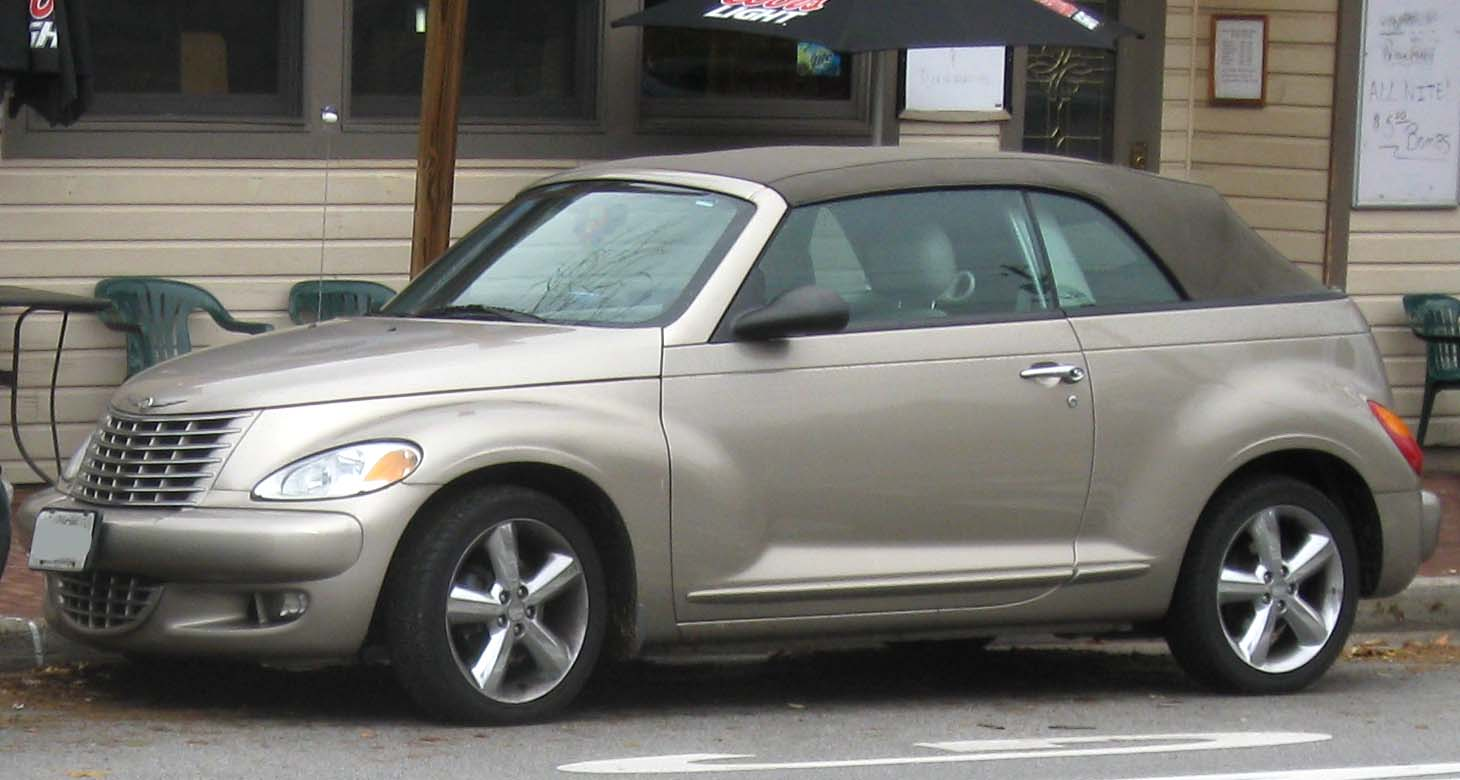
2005 Chrysler PT Cruiser кабриолет.

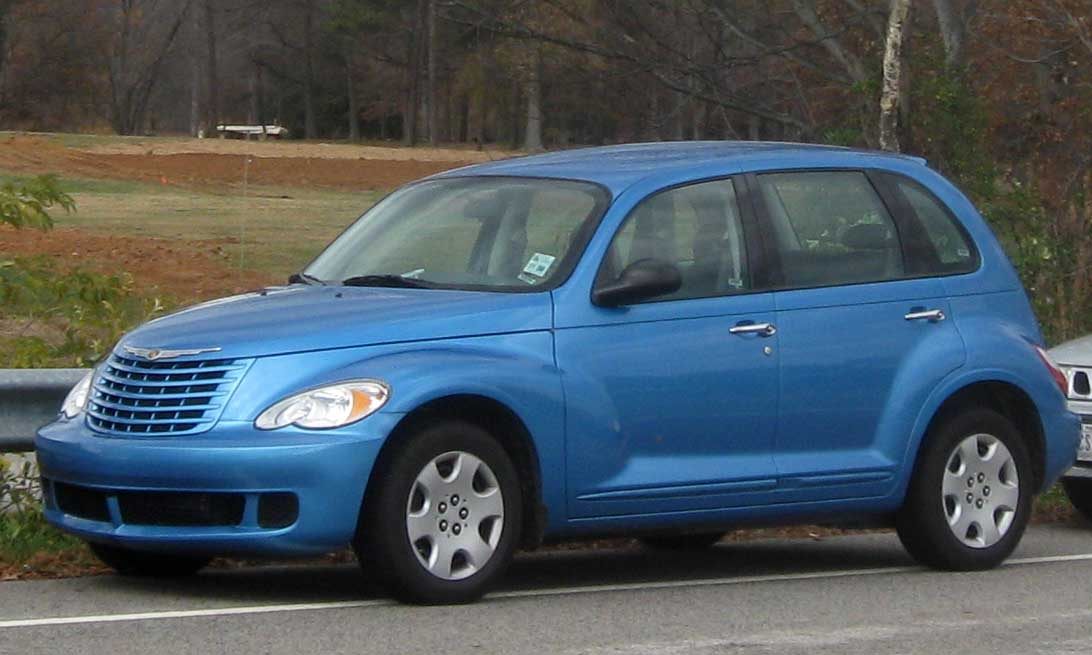
2006-2010 Chrysler PT Cruiser универсал.

В то время как дизайн автомобиля оставался неизменным, разнообразные версии PT Cruiser отличались между собой только значками, расположенными в нижнем левом углу на задней двери автомобиля. Было выпущено огромное количество версий: Classic Edition, Limited Edition, Touring Edition, «Dream Cruiser», «Street Cruiser», «Pacific Coast Highway Edition» и PT Cruiser GT. Турбированные модели мощностью (180 л. с.), представленные в 2004 году, маркировались значком «2.4L Turbo» в нижнем правом углу задней двери автомобиля. А версии серии GT, представленные в 2003 году, имели эмблему «2.4L Turbo High Output» также размешались сзади в правом углу, отмечая что у модели мощность двигателя 215—230 л. с.
PT Cruiser был обновлён в 2006 году с добавлением дугообразного выреза под основные фары, новой хромированной решётки радиатора (теперь она не заходила под передний бампер). Устанавливался новый передний бампер с удалением запатентованных аэроразъёмов под вентиляцию передних тормозов (согласно американскому патенту № 6,315,091), были добавлены противотуманные фары, а также были переработаны задние фонари. Салон автомобиля был тоже обновлён. Была изменена конструкция приборной панели с использованием новых материалов, были добавлены аналоговые часы по центру панели. Аудиосистема автомобиля теперь оснащалась MP3-проигрывателем, встроенного в панель. Система круиз-контроля от «Mopar» стала доступна на автомобиля начиная с 2007 года. Также в 2007 году дилерам Chrysler было разрешено представлять отдельные опции из определённого набора комплектации, к примеру как боковые подушки безопасности и система ABS. Спутниковое радио Sirius стало теперь опцией, которое может быть установлено по желанию покупателя или идти сразу с завода. Устанавливалась система вместе со спутниковой антенной на крыше автомобиля.

## Безопасность
В 2002 году Euro NCAP поставила модели 3 звезды(из возможных 5) своего рейтинга. Автомобиль получил плохие результаты при лобовом столкновении (6 из 16 возможных очков). Высокое расположение сидений и боковые подушки помогли получить 16 очков во время бокового краш-теста. Низкие оценки за лобовое столкновение объясняются сильным сжатием ног, включая колени.
В 2009 году Insurance Institute for Highway Safety поставил PT Cruiser высокий рейтинг «Good»(хорошо) за защиту пассажира во время лобового столкновения и оценку «Poor»(плохо) за боковой краш-тест. В этом году это был единственный автомобиль получивший оценку Poor за боковые краш-тесты, и единственный автомобиль из своего класса, не обладающий системой электронного контроля устойчивости.

## Комплектации
5-дверный универсал
- Base (стандартный)
- Limited
- Touring
- Touring Signature Series
- Street Cruiser
- GT

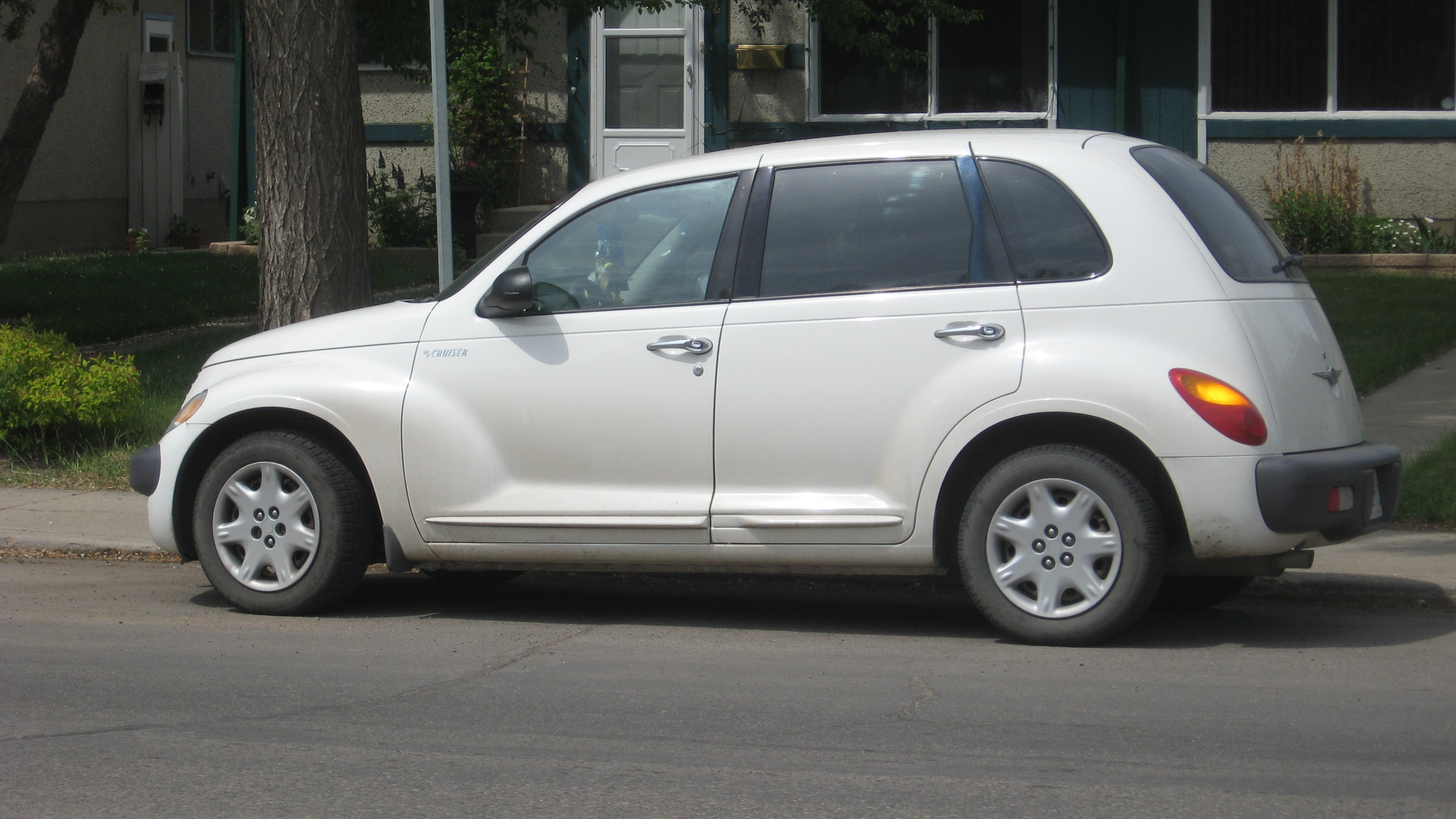
5-дверный универсал на Канадском рынке.

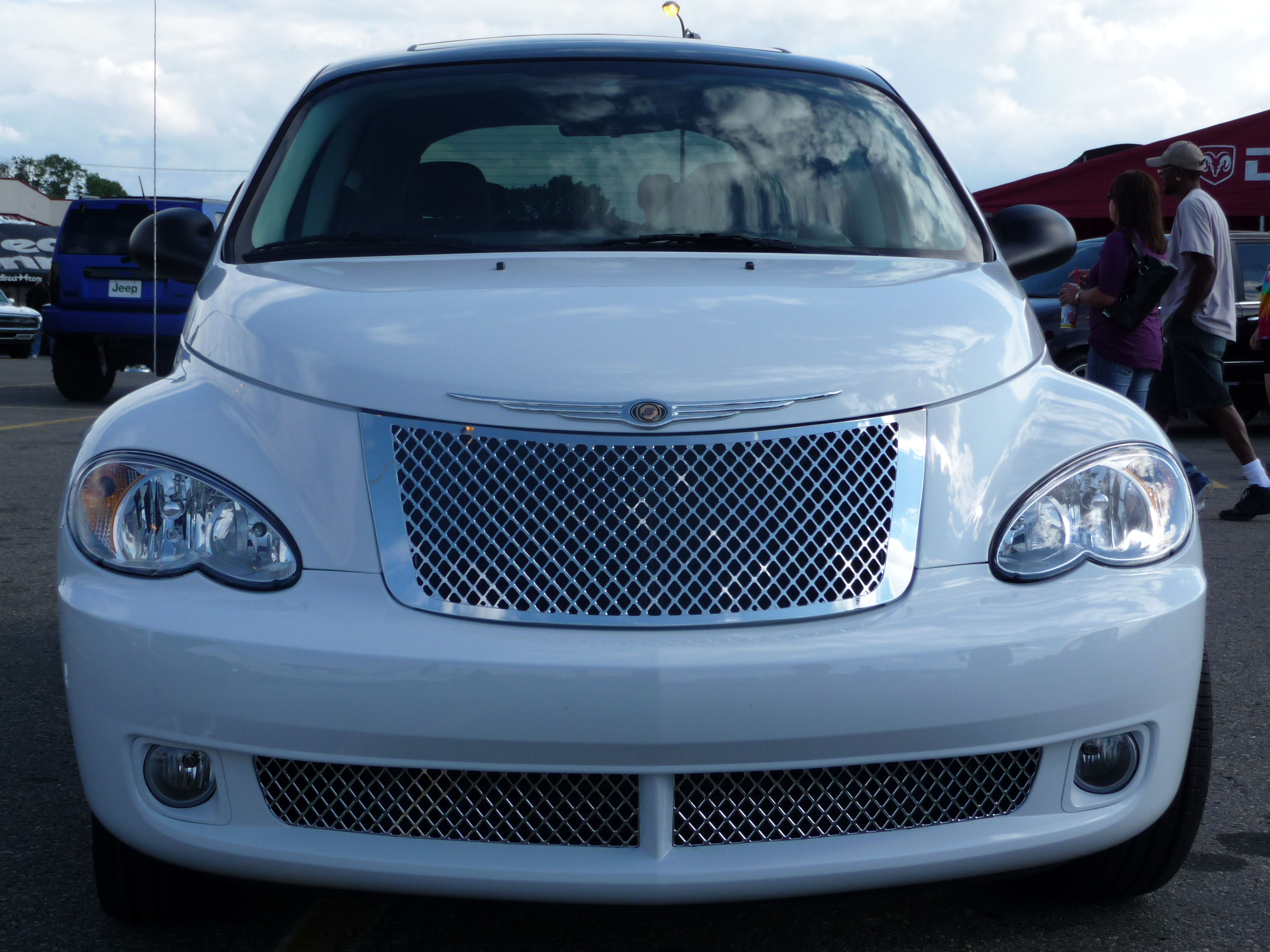
2009 Dream Cruiser Series 5

- Walter P. Chrysler Signature Series — 2005, 2006, 2007 и 2008 годах
- Limited Edition Platinum Series — в 2004 году
- Dream Cruiser Series — в 2002—2005, 2009 годах
- Sport — См. ниже
- Classic — только в 2010 году
- Couture — только в 2010 году

2-дверный кабриолет
- Base (стандартный)
- GT
- Touring
- Limited (Австралия)

## PT Cruiser GT
PT Cruiser GT, также известный как GT Cruiser — турбированный вариант PT Cruiser, представленный в 2003 году. Модификация больше схожа с Dodge Neon SRT 4 и имеет такой же 2,4 л. турбированный четырёхцилиндровый рядный двигатель.
Характеристики
- 215 л. с. (160 кВт) при 5000 об/мин и 332 Н/м при 3600 об/мин (2003—2005)[13]
- 230 л. с. (170 кВт) при 5100 об/мин и 332 Н/м при 2400 об/мин (2006+)[13]
- Максимальная скорость — 201 км/ч (125 миль/ч) (С ограничителем скорости)

Стандартное оснащение
- Дисковые тормоза на все колёса с функцией ABS и регулированием тягового усилия
- Хромированные 17-дюймовые диски с резиной P205/50R17
- Передний бампер в цвет кузова с уменьшенными отверстиями снизу
- Задний бампер в цвет кузова с большим проёмом под глушитель
- Специальная улучшенная подвеска (включая занижение на высоту в 1 дюйм)
- Специальная разработанная выхлопная система с увеличенным диаметром выхлопной трубы сделанной с хромированием.

## Специальные заводские версии

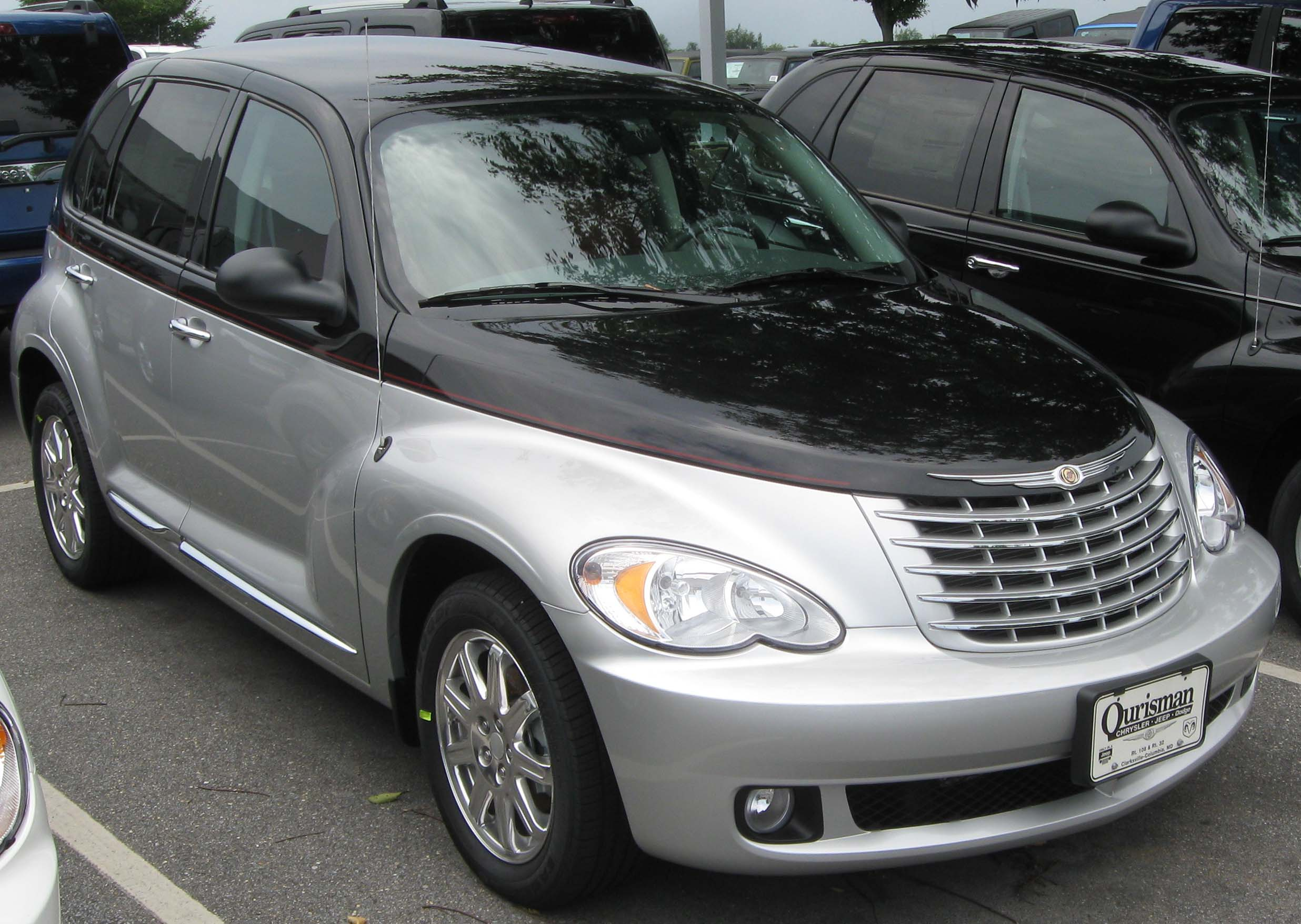
2010 Chrysler PT Cruiser Couture Edition

### Flame package & Woodie package
Пакет «Factory Flame» — дополнительные наклейки, выполненные в стиле пламени от переднего бампера по кругу автомобиля (только крылья, капот и передние двери).
Пакет «Woodie» — был доступен только в 2002 и 2003 годах и являлся подобием деревянных панелей. Модель обклеивалась с передних крыльев по кругу автомобиля, включая заднюю дверь багажника.

### Street Cruiser Route 66 Edition
Версия была доступна в 2006 году и выполнялась в солнечно жёлтом(Solar Yellow) или чёрном цвете. Данная версия оснащалась жёлтыми тормозными суппортами, решёткой радиатора, установленным задним спойлером, затемнёнными солнцезащитными стёклами, 43,2 см дисками со всесезонной резиной, системой блокировки всех четырёх колёс с системой курсовой устойчивости на небольших скоростях, ограничителем скорости и спортивной подвеской. Кузовные детали делались с акцентом на хромированные молдинги, хромированный глушитель и 43,2 см диски покрытые хромом, но сделанные из алюминия. Внешняя особенность авто также включала эмблему 'Street Cruiser' ярко-жёлтого цвета на двери багажника, а также эмблему 'Route 66' на передних дверях.
В США производитель установил примерную розничную цена в 19 185 долларов США за версию с МКПП и 20 020 долларов США за версию с АКПП.

### Street Cruiser Pacific Coast Highway Edition
Серия основана на модели 2007 года Chrysler PT Cruiser Touring. Серия окрашивалась в специальный синий цвет «Pacific Blue Pearl». Модели шли с системой ABS на четыре колеса, яркими порогами, яркой раскраской подстаканников. Кузов оснащался хромированными ручками и хромированными молдингами, а также табличками «Street Cruiser» и «Pacific Coast Highway Edition». Вдобавок сзади устанавливался спойлер, выпускная труба имела яркую окраску, руль был обшит кожей с яркой прострочкой, а также устанавливалась спортивная подвеска, боковые подушки безопасности, спутниковое радио Sirius, 6-позиционное водительское сидение с электроуправлением, 17 дюймовые алюминиевые диски под платину, обутые во всесезонную резину 205/50R17XL 93H BSW. Салон автомобиля был тканевый с голубыми вставками.
В США производитель установил примерную розничную цена в 20 735 долларов США за версию МКПП с дифференциалом, и 21 570 долларов США за версию АКПП с дифференциалом.

### Dream Cruiser Series 5

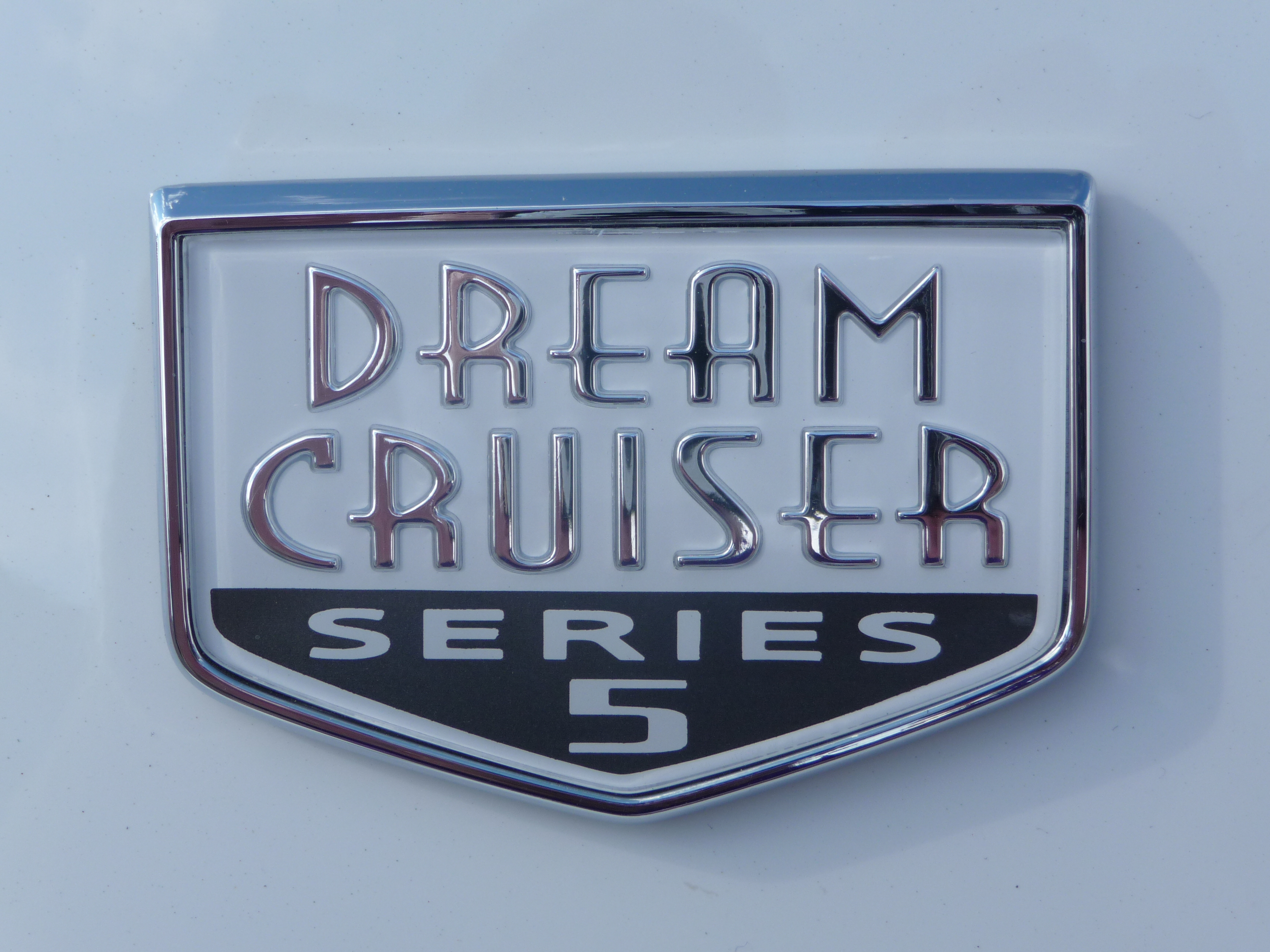
Эмблема Dream Cruiser 5 2009 года.

Серия Dream Cruiser Series 5 была выпущена в 1,750 экземплярах для американского рынка в 2009 году. Серия включала в себя 4-ступенчатый автомат, раскраску в специальном белом цвете(pearl white), хотя одна модель была выпущена в красном цвете с ярко серебряными добавлениями) с чёрной крышей и спойлером, серым салоном и хромированными деталями такими, как: верхняя и нижняя решётка радиатора, дверные вставки, молдинг по бокам, а также хромированная стальная выхлопная труба на версии с турбированным двигателем. Кроме того, устанавливались 43,2 см диски «SRT Design» со всесезонной резиной, противотуманные фары, овалообразный спойлер в специальном чёрном цвете (Brilliant Black Crystal Pearl), а также уникальной эмблемой на дверях 'PT' и эмблемой на двери багажника «PT Dream Cruiser Series 5». Всё это стоило 22 700 долларов США.
Серия была представлена вместе с событием Woodward Dream Cruise 2008 года.

### PT Cruiser Sport
Серия выполнена на базе комплектации Classic. Версия Sport включает в себя установленный на крышу спойлер под цвет кузова, 15,24 дюймовые колёсные диски, эмблему PT Cruiser Sport и эксклюзивной графитовой раскраской «металлик».
PT Cruiser Sport был доступен с 2,0 л бензиновым двигателем и стоил 13 995 фунтов стерлингов.

### Couture Edition
Особенностью версии Couture Edition стала двухцветная раскраска кузова: чёрный поверху и серебряный металлик снизу с красной полосой, разделяющей два цвета. Салон был выполнен из кожи красного (Radar Red) цвета (тёмно-серая кожа была как опция) с чёрной прострочкой, ручка переключения передач была красная, а таблички выполнялись из хрома. Особенностью снаружи также стали 15,24 дюймовые диски с хромированным оформлением.

Всего было выпущено 500 экземпляров данной серии.

## Chrysler Panel Cruiser
Дизайн концепта Chrysler Panel Cruiser был разработан и показан в 2000 году на автосалоне в Детройте. Он построен на базе PT Cruiser и обладал сплошными металлическими панелями вместо задних дверей, а также деревянным полом на месте задних сидений.

## Фотогалерея

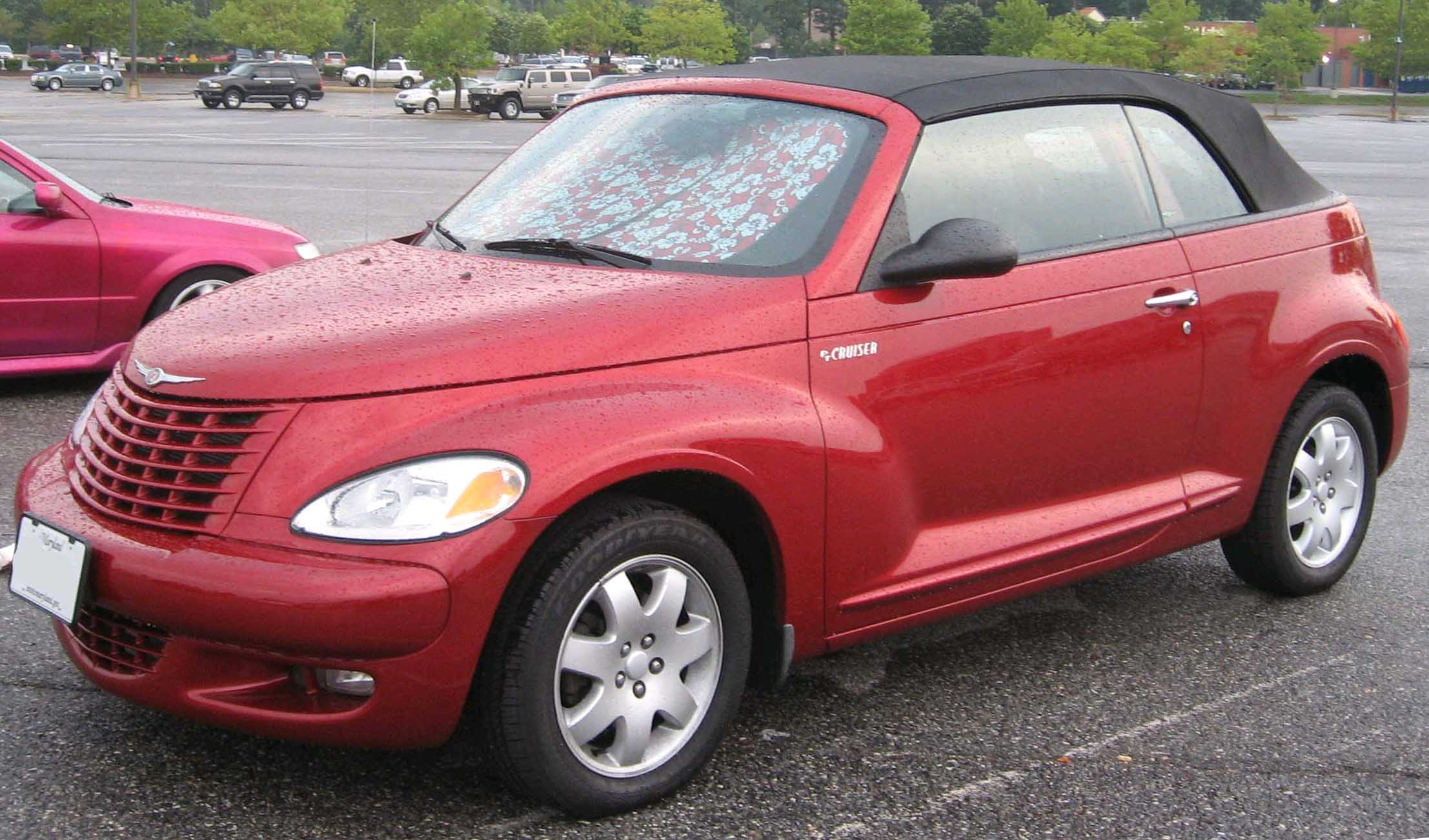
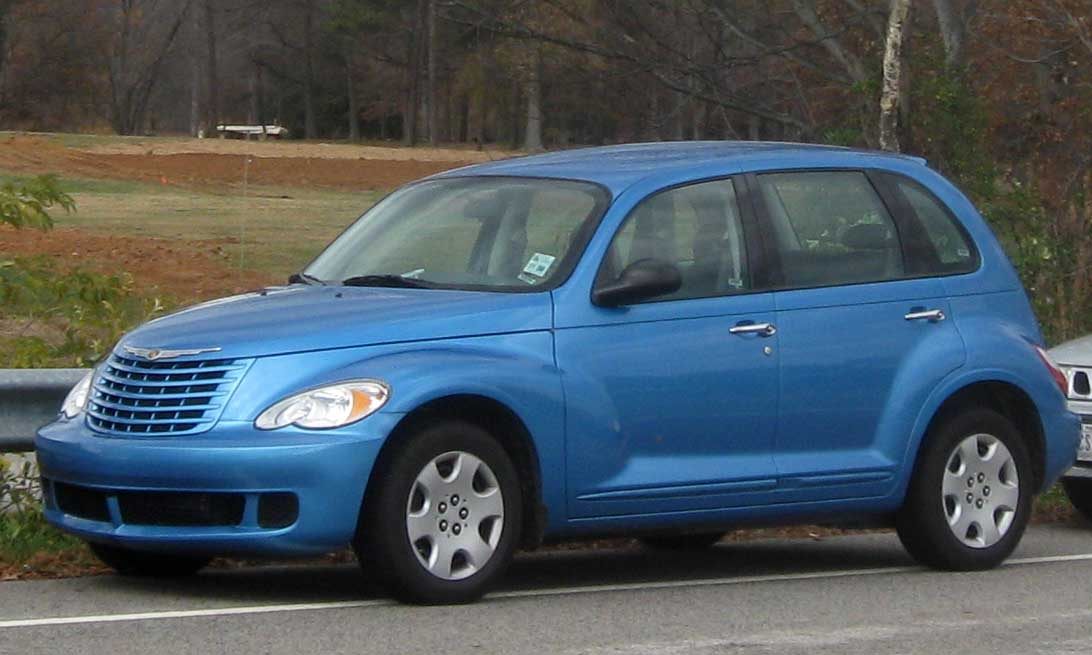
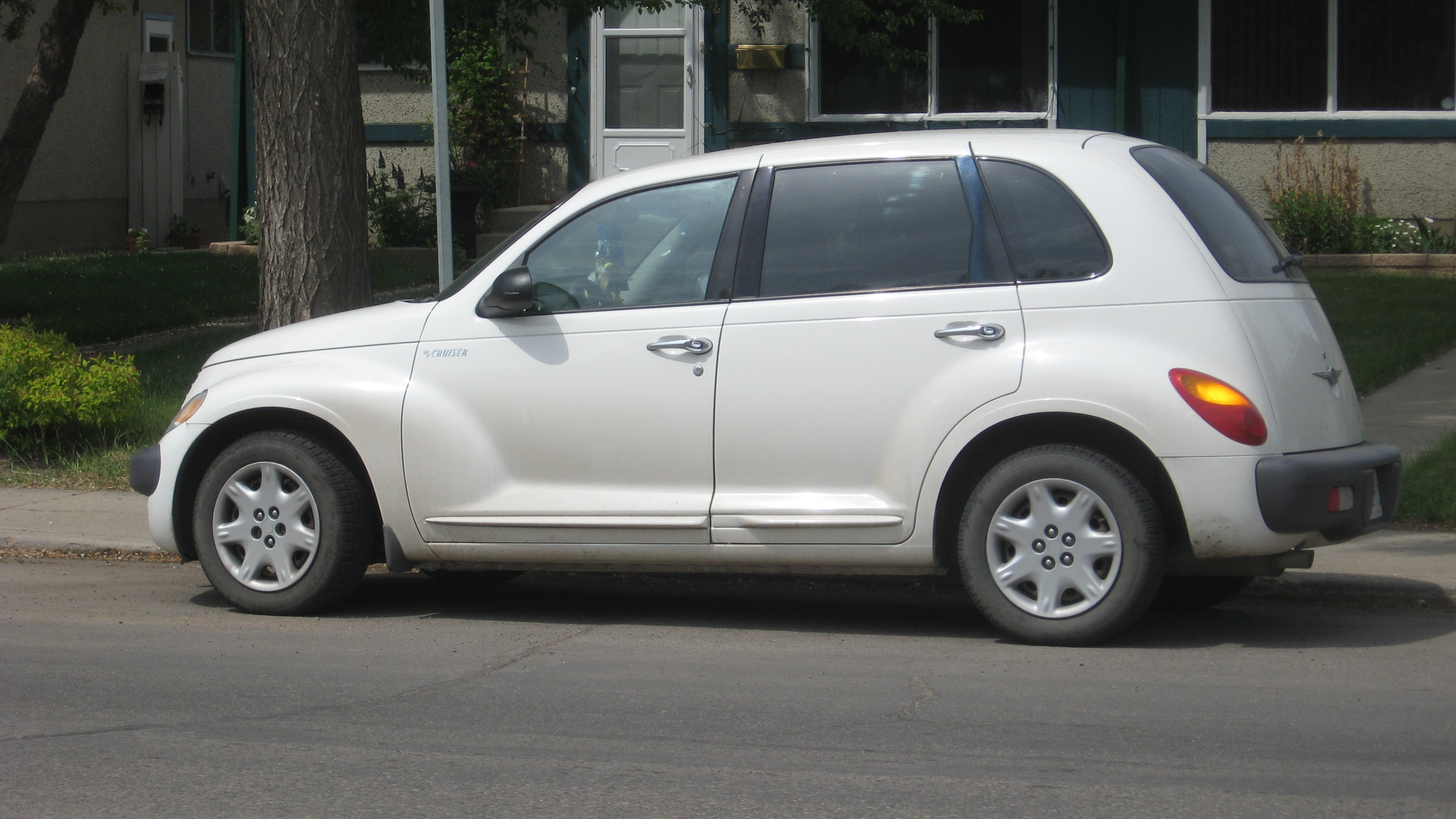